# 토머스 리츠

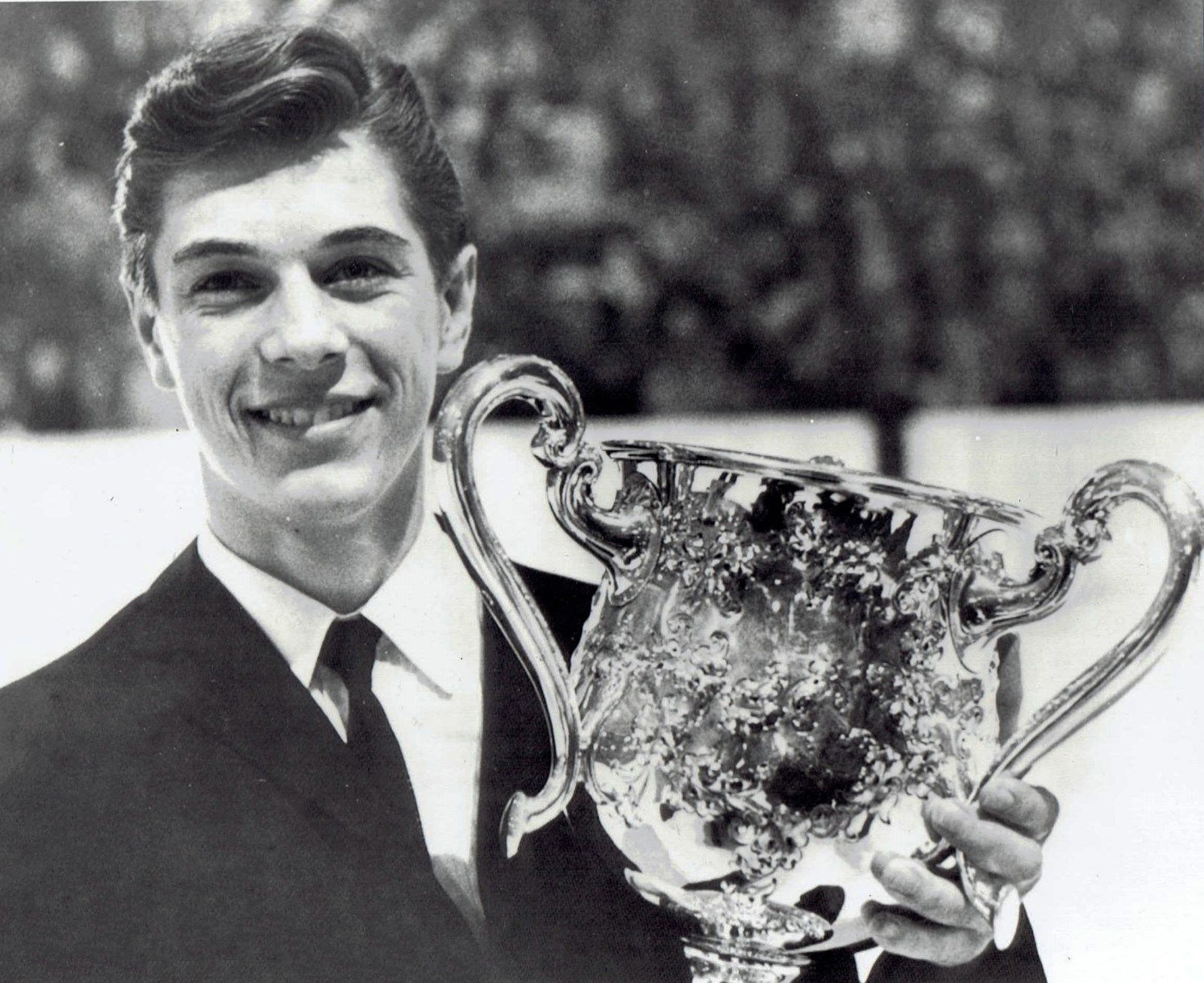

토머스 리츠(영어: Thomas Litz, 1945년 3월 14일 출생)는 미국의 피겨 스케이팅 선수였다.
그는 1963년 전미국 피겨 스케이팅 선수권 대회에서 금메달을 획득하고 1964년 동계 올림픽에 출전했다.
그는 펠릭스 카스파어의 지도를 받았다.
그는 발목 염좌 때문에 1963년 세계 피겨 스케이팅 선수권 대회(그의 국내 대회 우승년도)에서 철수해야 했다.
리츠는 뉴욕주 레이크 플래시드에서 코치로 활동한다.